# 1617 w sztukach plastycznych
Wydarzenia w sztukach plastycznych i wizualnych w 1617 roku.

## Malarstwo

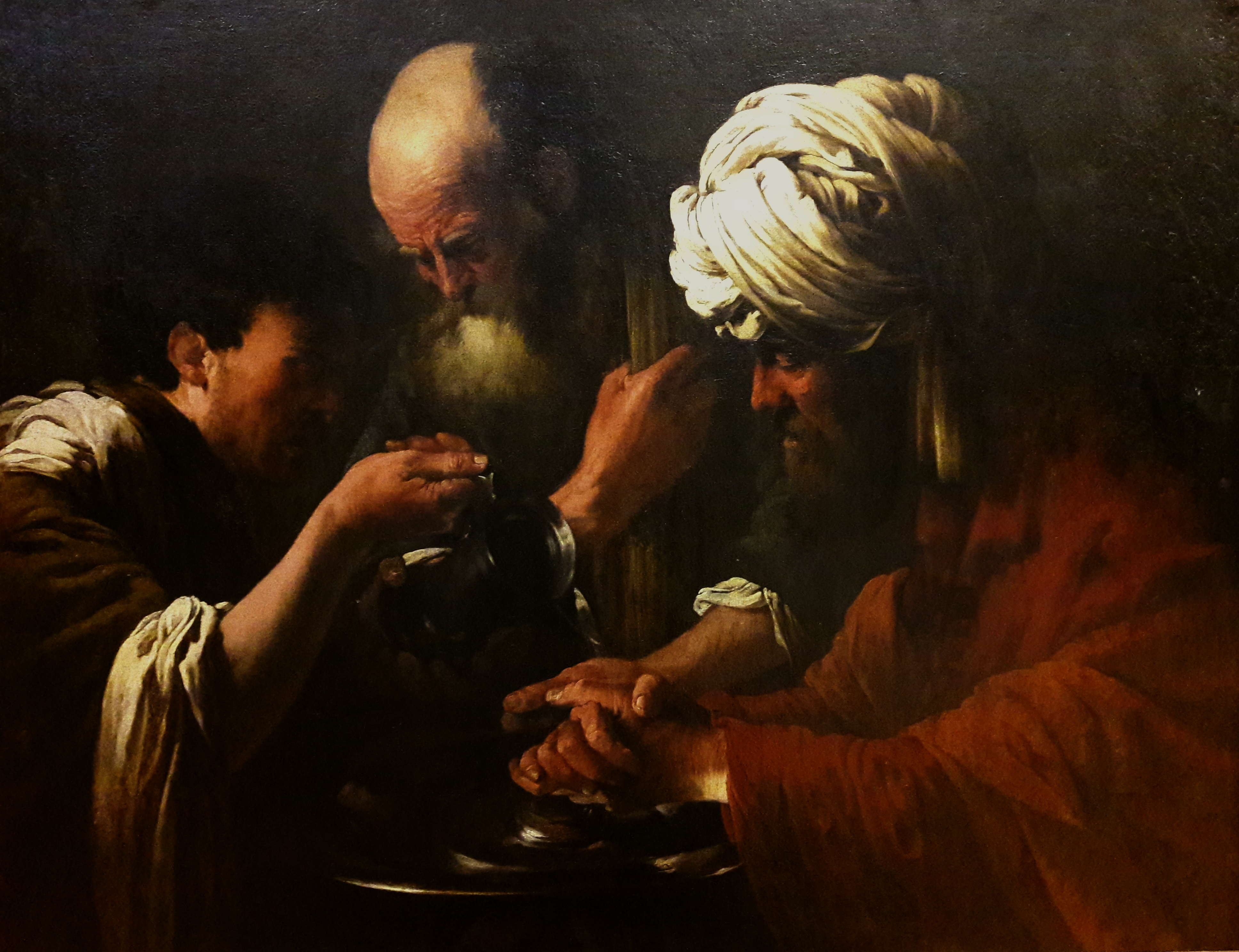
Ter Brugghen Piłat umywający ręce

- Hendrick ter Brugghen

Piłat umywający ręce – olej na płótnie, 100,7×128,7 cm

## Urodzeni
- 31 grudnia[a] – Bartolomé Esteban Murillo (zm. 1682), hiszpański malarz barokowy[2]

## Zmarli
- 1 stycznia – Hendrik Goltzius (ur. 1558), niderlandzki rytownik i malarz[3]
- 2 października[b] – Isaac Oliver (ur. 1565), angielski malarz[4]